# Peter Machajdík
Peter Machajdík (Bratislava, 1 juni 1961) is een Slowaaks componist van eigentijdse klassieke muziek en kunstpedagoog.
Hij is geen onbekende in Nederland. Begin jaren 90 volgde Peter Machajdík internationale zomercursussen met Dick Raaymakers, Clarence Barlow, Vinko Globokar, Konrad Boehmer en Wim van Zutphen. In de jaren 90 speelde hij als gitarist samen met de Amerikaanse slagwerker/zanger David Moss in Utrecht, Amsterdam, Den Haag en in andere Nederlandse steden. Het nederlandse duo Niels Bijl (saxofoon) & Gertie Bruin (accordeon) speelde in oktober 2002 zijn compositie "Rhoda" op De Suite Muziekweek in Muziekcentrum De IJsbreker in Amsterdam. Het AVE festival 1992 in Arnhem presenteerde zijn geluidsinstallatie "Green Pianos". Ook de Concertzender zendt zijn muziek. Vanaf 1992 begon hij op freelancebasis te componeren.
Hij woonde 17 jaar in Berlijn.

## Biografie
- 1988 - Prijs op de Luigi Russolo Internationale Competitie, Varese (Italië).
- 1992 - gastcomponist bij Deutsche Akademische Austauschdienst (DAAD) in Berlijn.[1]
- 1999 - composer-in-residence in Schloss Wiepersdorf, Duitsland
- 2003 - composer-in-residence in Worpswede, Duitsland
- 2004 - composer-in-residence, Kunsthaus Lukas Ahrenshoop, Duitsland
- 2005 - Jan Levoslav Bella Award (Slowakije)
- 2011 - composer-in-residence, Internationaal Visegrad Fund, Praag
- 2013 - composer-in-residence, Judenburg, Oostenrijk

Sinds 2015 is hij gastdocent aan de Faculteit der Letteren van de Technische Universiteit Košice. Hij schrijft ook composities voor diverse theater-, film- en videoproducties.

## Enkele werken
- Passing Through Nothing[3] (strijkkwartet) (2021)
- Gegen.Stand[4] (accordeon en orkest) (2019)
- Invisible Beings[5] (strijkorkest) (2018)
- Terauchi (strijkkwartet en  audio-playback) (2018)
- 1-9-1-8 (viool en piano) (2018)
- Signes de la mémoire[6] (voor klarinet, viool, violoncello en piano) (2017)
- Gitaarkwintet The Son (gitaar en strijkkwartet)  (2017)
- In Embrace (contrabas en piano)  (2017)
- Mit den Augen eines Falken (mandoline en gitaar)  (2017)
- Behind the Waves[7] (altviool en strijkorkest)  (2016)
- Welcome![8] (strijkkwartet) (2016)
- Portus pacis (orgel) (2016)
- Abandoned Gates (pianokwintet) (2016)
- Danube Afterpoint (piccolo, fluit, klarinet, basklarinet, twee piano’s en strijkkwartet) (2015)
- Effugium (accordeon en audio-playback) (2015)
- Seas and Deserts (strijkkwartet en  audio-playback) (2015)
- Senahh (fluite en piano) (2015)
- Green (accordeon) (2015)
- Tolleranza[9] (geluidsinstallatie)(2015)
- Spomaleniny (viool en piano) (2014)
- Can you ear me ell? es? (radio art / soundscape) (2013) - In opdracht van de Tsjechische Radio 3 - Radio Vltava[10]
- KE-Art (radio art / soundscape) (2013) - In opdracht van Košice 2013 - Culturele Hoofdstad van Europa
- Munk (altviool en piano) (2013)
- Waters and Cages[11] (geluidsinstallatie) (2012)
- Wie der Wind in den Dünen[12] (strijkorkest) (2011)
- The Immanent Velvet (piano) (2011)
- Kyrie  (gemengd koor a capella) (SATB) (2011)
- Pictures Of A Changing Sensibility (viool en piano) (2011)
- Linnas (piano) (2011)
- Domine (gemengd koor en buisklokken) (2011)
- Flower full of Gardens (harp) / (klavecimbel) (2010)
- San José (orkest) (2010)
- Zem zeme (klarinetkwartet) (2009)
- On the Seven Colours of Light (orgel) (2007)
- To the Rainbow So Close Again[13] (strijkkwartet) (2004)
- Nell'autunno del suo abbraccio insonne (harp) (2004)
- Obscured Temptations (piano) (2003)
- Si diligamus invicem (gemengd koor a capella) (SATB) (2002)
- Namah[14] (strijkorkest) (2000)
- Lasea[15] (strijkorkest) (2000)
- Wrieskalotkipaoxq (Saxofoonkwartet) (1996)
- ... and the earth will delight (elektroakoestische muziek) (1988)

## Discografie
- 1995: THE ReR QUARTERLY © QUARTERLY, ReR Volume 4 No 1 CD - ReR 0401 Recommended Records
- 2003: NAMASTE SUITE (Guido Arbonelli - klarinetten) © Mnemes HCD 102
- 2008: NUOVE MUSICE PER TROMBA 6 (Ivano Ascari - trompet) © AZ 5005
- 2008: THE HEALING HEATING (R(A)DIO(CUSTICA) SELECTED 2008) © Czech Radio
- 2008: NAMAH[16], met Jon Anderson, de harpiste Floraleda Sacchi, de zanger David Moss en andere muzikanten. © musica slovaca SF 00542131
- 2009: MINIMAL HARP (Floraleda Sacchi - harp) (werken van Peter Machajdík, John Cage, Arvo Pärt, Philip Glass, Lou Harrison, György Ligeti, Henry Cowell]) © DECCA / Universal 476 317
- 2011: INSIDE THE TREE[17] (kamermuziek voor cello, harp en elektronische muziek) © Amadeus Arte Catalogue No. AA11003
- 2012: CZECHOSLOVAK CHAMBER DUO (Dvořák / Machajdík / Schneider-Trnavský) Czech Radio, Catalogue No. #CR0591-2
- 2012: A MARVELOUS LOVE - New Music for Organ (de Amerikaanse organist Carson Cooman speelt werken van Peter Machajdík, Patricia Van Ness, Jim Dalton, Tim Rozema, Al Benner, Thomas Åberg en Harold Stover), Albany Records, Catalogue No. TROY1357
- 2012: THE IMMANENT VELVET[18] (kamermuziek voor piano, cello, harp, gitaar en strijkinstrumenten), Azyl Records, Catalogue No. R266-0024-2-331
- 2015: ELEKTRICKÁ GITARA[19] (werken voor elektrische gitaar van Peter Machajdík, Luciano Berio, Daniel Matej, Boško Milaković, Juraj Vajó, Pavol Bizoň, Ivan Buffa), Hevhetia, Catalogue No. HV 0070-2-331
- 2018: FRIENDS IN COMMON TIME[20] (werken van Peter Machajdík, Tor Brevik, Francis Kayali, Adrienne Albert, Peter Kutt, Andre Caplet, Kevin W. Walker, Alexander Timofeev) Catalogue No. © Copyright - Rebecca Jeffreys (700261465210)
- 2018: BIRDS[21] (werken van Peter Machajdík, François Couperin, Jean-Philippe Rameau, William Byrd, Olli Mustonen), Elina Mustonen - klavecimbel  © Fuga 9447,  EAN: 6419369094478